# Lizton
Lizton – miasto w Stanach Zjednoczonych, w stanie Indiana, w hrabstwie Hendricks.